# بطری

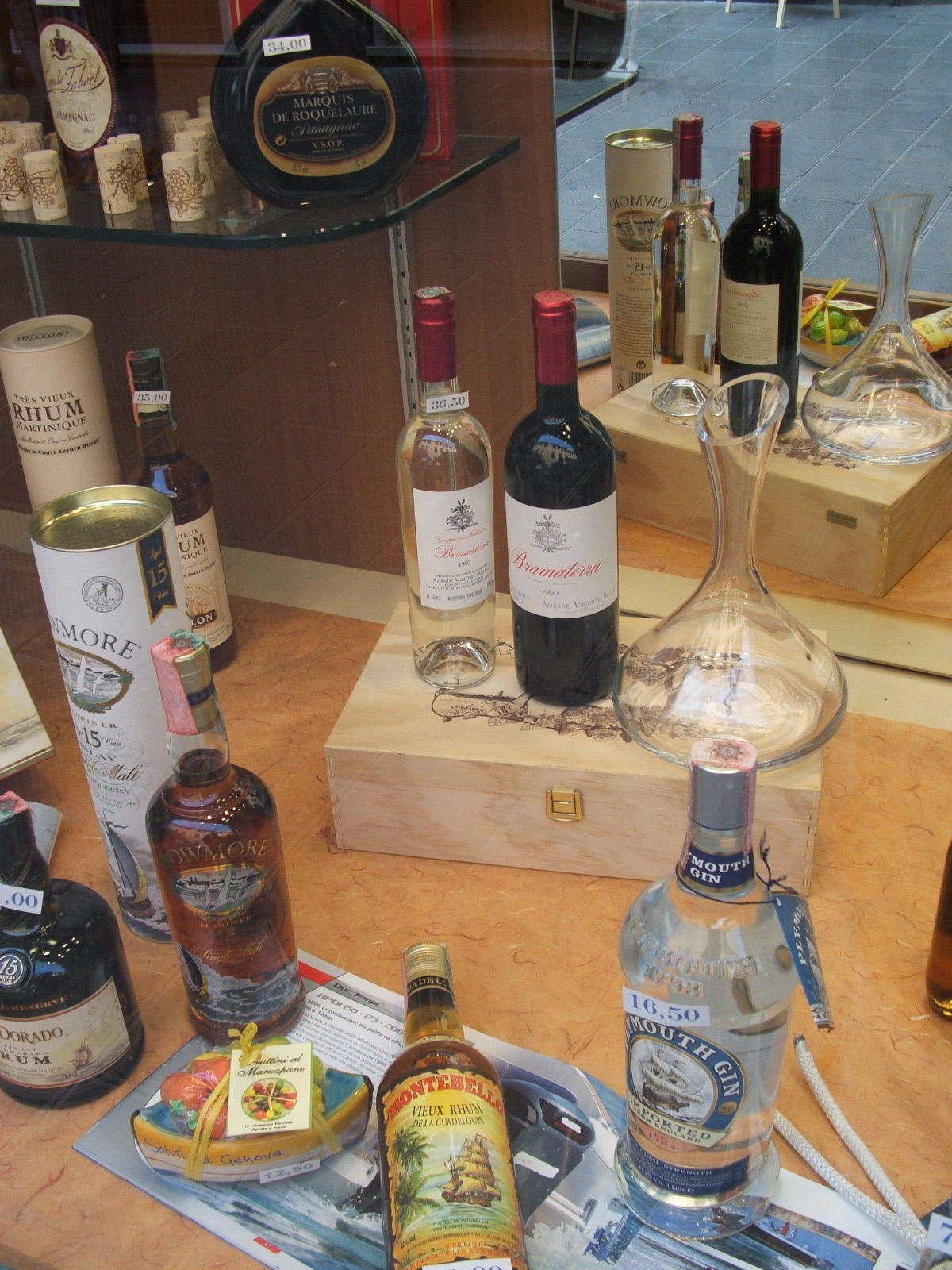
بطری‌های شیشه‌ای شراب.

بُطری به ظرف درازقامت و گِردی گفته می‌شود که گردن آن از بدنه‌اش باریکتر باشد. جنس بطری‌ها معمولاً از شیشه یا پلاستیک و گاهی از سفال یا سنگ است و عموماً برای نگهداری مایعات بکار می‌روند. برخی بطری‌ها برای نگهداری مواد شوینده، شامپو، لوسیون، پاک‌کننده‌ها نیز بکار می‌روند. بطری‌ها به‌طور کلی مصارف دارویی، بهداشتی، آرایشی، شیمیایی و غذایی دارند. دهانه بطری معمولاً با یک سرپوش یا چوب‌پنبه بسته می‌شود.
معمولاً انواع بطری‌های مصرف شده را چه شیشه‌ای و چه پلاستیکی، در قسمت‌های ویژه این نوع زباله‌ها جمع‌آوری می‌کنند تا بازیافت شود.
نگهداری مواد غذایی در بطری شیشه‌ای یا پلاستیکی، بسیار بهداشتی‌تر از نگهداری آن‌ها در ظروف سفالی یا بشکه بود و با اختراع بطری، خطر ابتلا به انواع آلودگی و میکروب کاهش یافت. بطری‌های پلاستیکی را از مواد محکمی تهیه می‌کنند که در برابر فشار، مقاوم باشند.
به دلیل حمل و نقل راحت و بهداشتی بودن آن‌ها به سرعت استفاده از بطری شیوع یافت و در بسیاری موارد از آن‌ها استفاده شد.
البته باید توجه داشت مصرف بیش از حد بطری‌های پلاستیکی به طبیعت آسیب می‌رساند.

## تاریخچه
در حدود ۱٬۵۰۰ پیش از میلاد، بطری‌های شیشه‌ای برای نخستین بار در مصر مورد استفاده قرار گرفت. بسته‌بندی آب در در بطری در بریتانیا با آب چاه مقدس در سال ۱۶۲۲ آغاز شد.
در سال ۱۹۷۳، دوپونت ، ناتانیل وایث، بطری‌های پلی اتیلن ترفتالات (PET) را به ثبت رساند که اولین بطری پلاستیکی بود که فشار مایعات گازدار را تحمل می‌کرد. امروزه پلاستیک PET به دلیل وزن سبک و مقاومت در برابر شکستن، جایگزین شیشه به عنوان ماده ترجیحی برای ظروف بطری شده‌است.

## چند نکته
- بطری‌های شیشه‌ای را شیشه هم می‌نامند (برای نمونه شیشه نوشابه، شیشه شیر). در زبان عامیانه به بطری، بُطر هم گفته می‌شود.
- واژه بطری از زبان‌های اروپایی به فارسی وارد شده. ریشه این واژه buttis لاتین به معنی بشکه‌است.
- در پارسی سره، بدان «جامک» گویند.[۱۰]
- دربارهٔ بطری‌های شناور حاوی نامه از گمشدگان بر روی دریا داستان‌های زیادی گفته شده‌است.

## انواع

### بر پایه جنس
- بطری پلاستیکی

- بطری شیشه‌ای

### بر پایه نوشیدنی
- بطری آب
- بطری آبجو
- بطری شراب

### بر پایه کاربرد
- بطری سبدی
- بطری سرحلقه‌ای
- بطری کاد

## نگارخانه

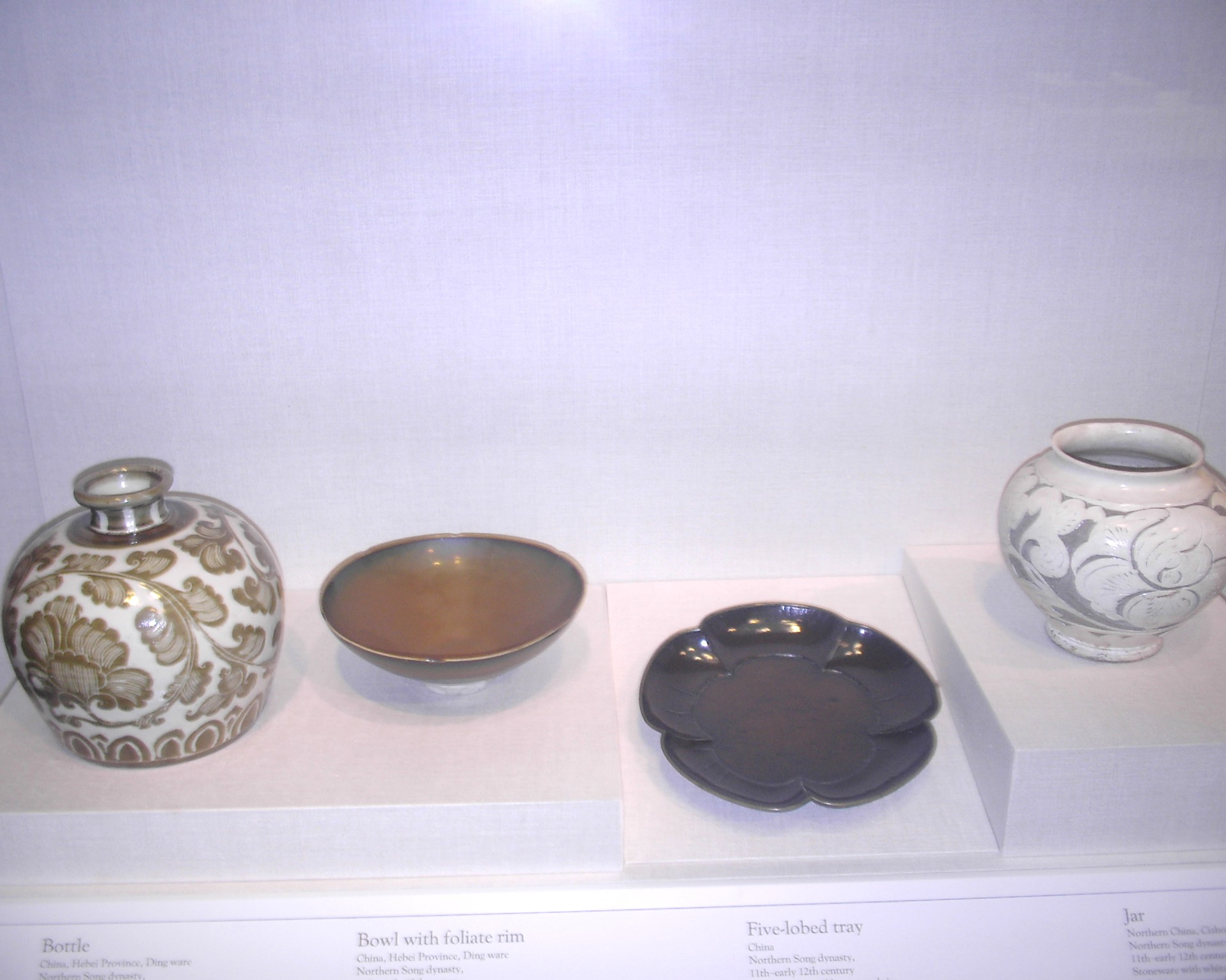
بطری چینی دینگ ظروف چینی (سمت چپ) با رنگدانه آهنی زیر لعاب بی رنگ شفاف، قرن یازدهم، دودمان سونگ
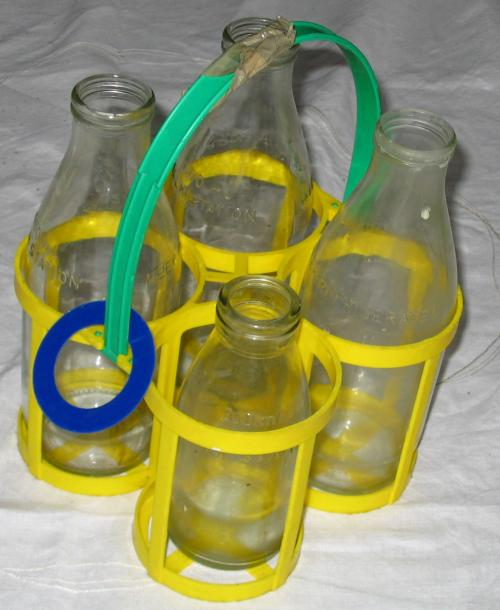
بطری‌های شیر شیشه ای قابل استفاده مجدد
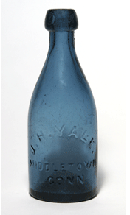
بطری نوشابه یا آبجو "blobtop" پونتیلد، حدوداً ۱۸۵۵
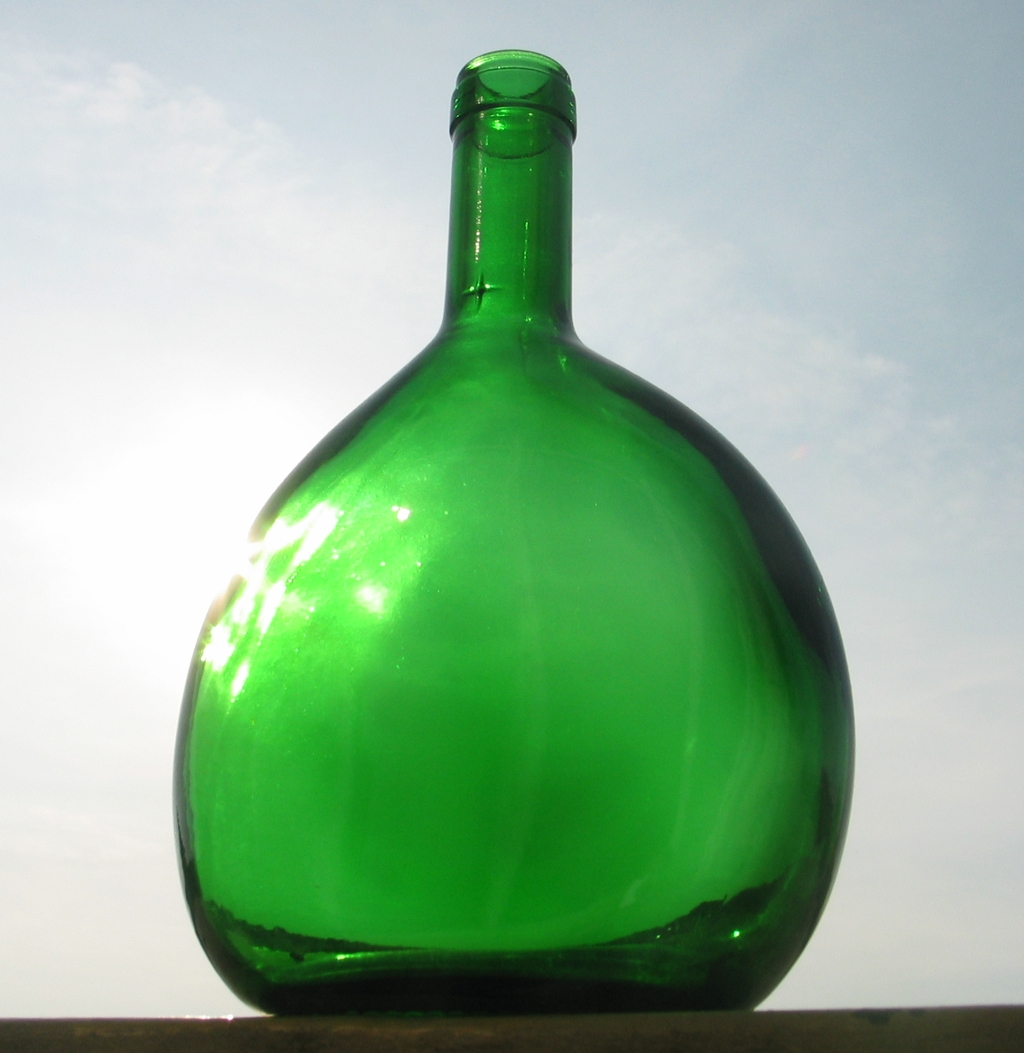
Bocksbeutel بطری
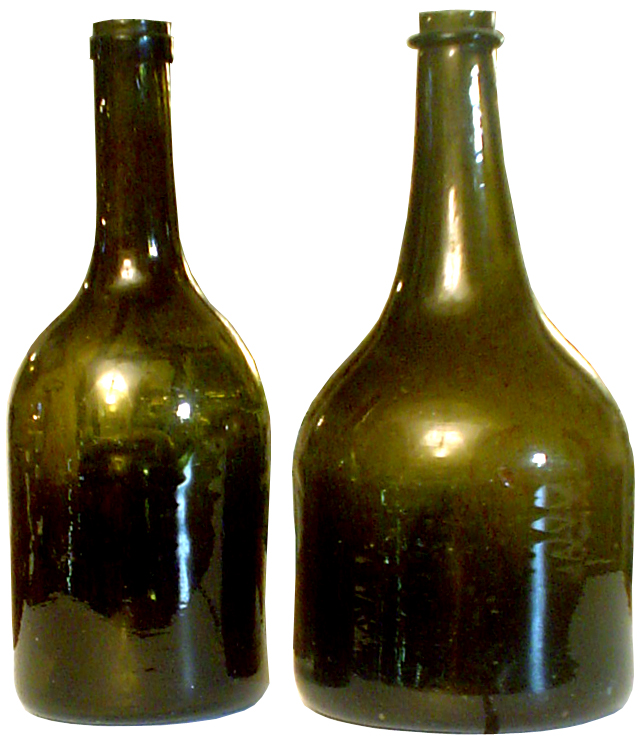
دو بطری برای شراب ماس، به نام "دزد"، قرن ۱۸، در موزه و کتابخانه گورمه، بلژیک